# Bygdedräkter i Fryksdals härad
Bygdedräkter i Fryksdals härad.

## Västra Ämterviks socken
Kvinnodräkt invigd 1943, mansdräkt 1951 . Blått dominerade i bouppteckningarna, varpå blått går igen i den färdiga dräkten.
Även taska/kjolsäck från bygden används .
Kvinnodräkten sammanställd 1943, mansdräkten 1951 .
| Plaggtyp   | Beskrivning             | Ursprung    |
| ---------- | ----------------------- | ----------- |
| Kjol       | Blå livkjol av halvylle |             |
| Liv        | Blå                     |             |
| Överdel    | Vit                     |             |
| Förkläde   | Bomull , randigt        |             |
| Halskläde  | Rutigt                  | Klingeråsen |
| Huvudbonad | Vit linnehatt           |             |
| Ytterplagg |                         |             |
| Fotdon     |                         |             |

| Plaggtyp   | Beskrivning                           | Ursprung |
| ---------- | ------------------------------------- | -------- |
| Byxor      | Blå vadmal                            |          |
| Väst       | Röd med gjutna knappar , dubbelknäppt |          |
| Överdel    |                                       |          |
| Halskläde  |                                       |          |
| Huvudbonad | Blå trindhätta                        |          |
| Ytterplagg |                                       |          |
| Fotdon     | Knäband i blått, vitt, rött           |          |

## Fryksdal
Rekonstruerad på 1960-talet .
| Plaggtyp   | Beskrivning | Ursprung |
| ---------- | --- | -------- |
| Kjol       | Livkjol av randat tyg: brunt bomullsgarn med inslag av rött, brunt, och vitt. Kjolband av bomullsgarn i svart och grått och filtgarn i rött och grönt . Röd kantsnodd       |          |
| Liv        | Bröstlapp med två rader knappar |          |
| Överdel    | Vitt linne |          |
| Förkläde   | Grönt bomullsgarn med breda bårder i blått och grönt. Förklädesbandet är mörkblått, rött, gult, grönt och blekt bomullsgarn. . Eller: Förkläde av bomull med tryckt mönster |          |
| Halskläde  | Vitt med broderier i ylle |          |
| Huvudbonad | Håräver så kallad “hårstrykare” . Eller: Bindmössa , Vit hatt (gifta) |          |
| Ytterplagg | |          |
| Fotdon     | |          |

Mansdräkt efter plagg från Fryksände  alternativt Lekvattnet. Togs upp 1945.
| Plaggtyp   | Beskrivning                                                                                  | Ursprung |
| ---------- | -------------------------------------------------------------------------------------------- | --- |
| Byxor      | Skinnbyxor med knappar . Eller: Gula knäbyxor (sommar)/ svarta (vinter)                      | |
| Väst       | Skotskinspirerad, Nervikskrage med små släta knappar, ficklock . Eller: Röd enkelknäppt väst | Förmodligen från början av 1800-talet. Antagligen från Norge. Den första från original i Fryksände, den andra från original i Lekvattnet |
| Överdel    |                                                                                              | |
| Halskläde  |                                                                                              | |
| Huvudbonad | Eventuellt röd trindmössa                                                                    | |
| Ytterplagg |                                                                                              | |
| Fotdon     |                                                                                              | Mönster från Östmark |

## Gräsmarks socken
Mans- och kvinnodräkt rekonstruerade och färdiga 1954 .
| Plaggtyp   | Beskrivning | Ursprung |
| ---------- | --- | -------- |
| Kjol       | Brunt bomullsgarn med inslag av svart, rosa, rött, brunt och grönt , randig |          |
| Liv        | Rött ylle, tuskaft med häktor |          |
| Överdel    | Vitt linne |          |
| Förkläde   | Blått bomullsgarn med inslag av blått redgarn eller i linne . Skoningsband i blått, orange bomullsgarn samt oblekt lingarn . Förklädesband svart, mörkrosa, grönt, orange, blekt bomullsgarn Högtid: (Ytterligare) rutigt fäst sidenkläde |          |
| Halskläde  | Vitt |          |
| Huvudbonad | Hårnäver (ogift) . Eller: Vit linnehatt |          |
| Ytterplagg | |          |
| Fotdon     | |          |

| Plaggtyp   | Beskrivning                                   | Ursprung |
| ---------- | --------------------------------------------- | -------- |
| Byxor      | Gult i skinn                                  |          |
| Väst       | Blå med stickningar, ståndkrage och häktor    |          |
| Överdel    |                                               |          |
| Halskläde  |                                               |          |
| Huvudbonad | Blå trindhätta eller blå toppluva             |          |
| Ytterplagg |                                               |          |
| Fotdon     | Blå vintertid eller vita strumpor Strumpeband |          |

## Sunne socken, Värmland
Rekonstruerad och invigd 1954 .
| Plaggtyp   | Beskrivning                                                                                                | Ursprung |
| ---------- | --- | -------- |
| Kjol       | Randat bomullsgarn med inslag av rött, grönt, rosa, gult och mörkbrunt på mörkbrun botten .                |          |
| Liv        | Rött med “brösttäppa” det vill säga bröstlapp knappar som döljer en undre knäppning .                      |          |
| Överdel    | Smala hals- och ärmlinningar .                                                                             |          |
| Förkläde   | Långrandigt i brunt, blått, gult, orange, rött. Förklädesband - handvävda i rött, orange, oblekt i tuskaft |          |
| Halskläde  | Vitt med broderier och vit hals .                                                                          |          |
| Huvudbonad | |          |
| Ytterplagg | |          |
| Fotdon     | |          |

## Fryksvattnet -Fryksände socken,Lekvattnets socken,Vitsands socken,Östmarks socken
Samma grunddräkt för Lekvattnet, Vitsand och Östmark . Eventuellt också för Fryksände socken. Förekommit i övre Fryksdalen. Det fanns inte så mycket resurser i stugorna - man tog vara på vad man kunde komma över . Rekonstruerad 1965 .
Väska: Framsida av tjockt rött ylletyg med grön kant och bakstycke av sämskskinn . Mässingsbeslag. Fodrad invändigt med linnetyg. Väskan kan bäras innanför förklädet, men bör helst visas framför. Detta kan dock tolkas som högfärdighet. Originalet är från nordiska museet .
| Plaggtyp   | Beskrivning | Ursprung                               |
| ---------- | --- | -------------------------------------- |
| Kjol       | Yllekjol av rejält vinrött tyg med vackra kantband på insidan fållen . Alternativt plommonfärgat . |                                        |
| Liv        | Kattunlivstycke. fodrat med linne. Överklädda knappar. , knäppt med hyskor på vänster sida | Tryck från Östmark Bevarat i Fryksände |
| Överdel    | Särk av vitt linne |                                        |
| Förkläde   | Förkläde: Dräkten är i stort sett gemensam för Vitsand, Lekvattnet och Östmark. Endast randningen på förklädet skiljer dem åt . Lekvattnet: Långrandigt i vitt och rött . Vitsand: randigt i rött, blått och vitt Östmark: Röd-blå-vitrandigt |                                        |
| Halskläde  | Vitsand: Hör inte till Schalsmycke i silver, om man hade råd, annars snibbarna nerstoppade i livstycket |                                        |
| Huvudbonad | Håret oppombundet i nacken med ett målat hårnäver runt. Spetskantad linnehatt ”fruhätta” (gift) |                                        |
| Ytterplagg | |                                        |
| Fotdon     | Skor: Skinnskor med plös och halvhög rejäl klack. Strumpor: Vita bomullsstrumpor. Bomullsstrumpor anses vara likklädsel |                                        |